# Francesco di Giorgio Martini

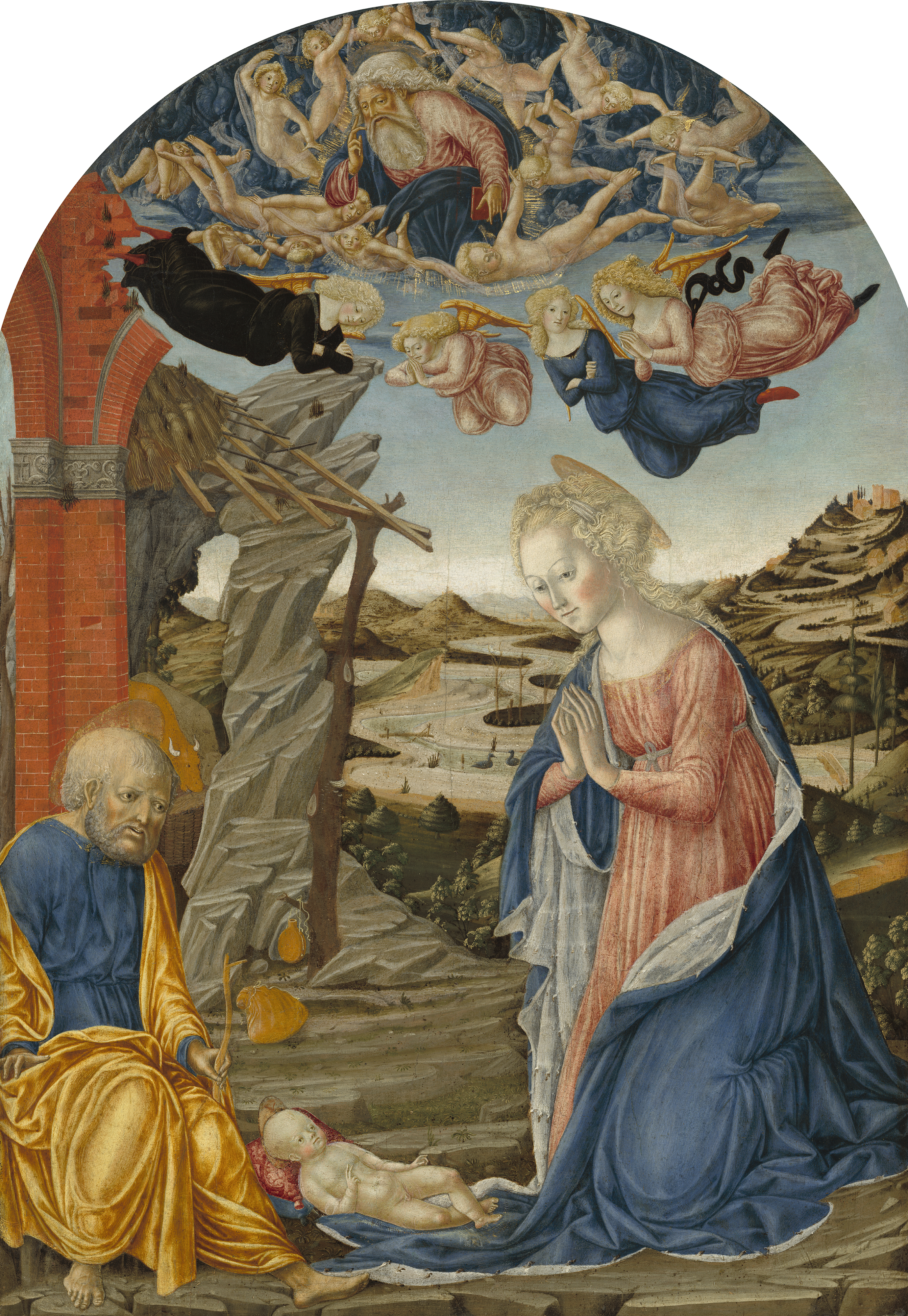
Jesu födelse, cirka 1470. Metropolitan Museum of Art i New York.

Francesco di Giorgio Martini, född 23 september 1439 i Siena, död 29 november 1501, var en italiensk konstnär.
Francesco di Giorgio Martini var en av de främsta representanterna för det senare 1400-talets Sienaskola. I sitt måleri uppvisar han en strävan efter klarhet i kompositionen genom användande av enhetliga rörelsemotiv hos de organiskt sammanställda figurerna. Francesco di Giorgio Martini verkade även som skulptör, arkitekt och fortifikationsingenjör. Hans viktigaste arbete som arkitekt är Palazzo Communale i Ancona och kyrkan Santa Maria delle Grazie al Calcinaio i närheten av Cortona.